# 猛き龍星
『猛き龍星』（たけきりゅうせい）は、原哲夫による日本の漫画。『週刊少年ジャンプ』（集英社）において、1995年21・22号から同年48号まで連載された。全26話。
原哲夫公式ウェブサイトでの紹介によれば、「本宮ひろ志先生の『男一匹ガキ大将』のリメイクを目指した」としている。

## あらすじ
花藤龍星は16歳にして関東周辺の暴走集合連合体の総括総長となるが数日を経ずして忽然と姿を消してしまう。
龍星の後を継ぎ総括総長となった八城はヤクザと手を結びクスリを売って金儲けをするようになり連合の秩序は乱れていった。
2年後、龍星は姉と静かに暮らす為に街へと戻って来るがヤクザに踊らされる仲間たちを見てジッとしてはいられなかった。

## 登場人物
花藤龍星
主人公。一目会っただけで相手の器を見抜く才能を持つ。また、彼自身も他人を惹き付ける強い魅力があり、16歳で関東の暴走族の頭に登り詰めた。
蝶栄会の組長・鬼土との出逢いを通して、計り知れない夢と野望を実現させようとしている城河剣と知り合い、彼の後継者候補として注目される。
チャカ
元特攻隊長で龍星の仲間。ヤクザと手を組んだ八代に反抗しながら龍星の帰りを待つ。本名不明。
八城剣次
龍星の代わりに総括総長に指名されるが鬼土に利用されクスリを売り莫大な利益を得る。
帰って来た龍星に勝負を挑むも敗北し街を去る。
シンジ
鬼土と八城のパイプ役として利用されている少年。鬼土から龍星を殺すよう命じられるが実行出来ず改心する。
鬼土政重
三代目蝶栄会組長。
龍星の持つ熱さに魅かれ、龍星を見逃す代わりの落とし前として左腕を斬り落とした。
龍星を漢として認め、条河剣の元へと導く。その後も密航船の手配など色々と世話を焼く。
堂元昇平
蝶栄会の若頭。
園宮
港南署の刑事。
花藤雪子
龍星の姉で良き理解者。
条河剣
ジョーガ・エンタープライズ総裁。通称ジョーカー。“和僑”として香港に日本人のための新たな国を築こうとしている。
龍星には隠しているが、実は不治の病で余命わずかであり、龍星を自分の後継者になり得る男と見なして彼の成長に期待をかける。
白吹朝希
通称クイーン。条河剣の腹違いの妹。条河が倒れた際は総裁代理を務める。
鮫島
朝希の部下兼ボディガード。当初は龍星を見下していたが徐々に魅かれていく。
ハン
龍星が密航船で出会った男。龍星達に仕事を紹介する。
チョウキ
賭けボクシングチャンプ・フォイの甥。
フォイの仇を討とうと龍星に勝負を挑むが自身の心のすき間を見抜かれ負けを認め、300人の部下と共に龍星の仲間になる。
密航船の船長
龍星に油田の在り処を記したメモを託す。
サイモン・フィリップ
フィリップス・ブラザーズ社長。条河と敵対している。
リュウ・ゴウフェイ
リュウ家二代目当主。拳法の達人で龍星を圧倒する実力を持つ。
フィリップが放った刺客に殺されそうになるも龍星に助けられる。

## 単行本
- 原哲夫『猛き龍星』 集英社〈ジャンプ・コミックス〉、全3巻
  1. 1995年12月6日発行、ISBN 4-08-872036-9
  2. 1996年2月7日発行、ISBN 4-08-872037-7
  3. 1996年4月4日発行、ISBN 978-4-08-872038-8
- 原哲夫『猛き龍星』 コアミックス〈ライジンコレクション〉、全1巻
  1. 2008年5月30日発行、ISBN 978-4-90-202258-2